# Maria Teresa Molares Mora
Maria Teresa Molares Mora (Alacant, 1942) és una activista, professora universitària i política valenciana.

## Biografia
Fou presidenta del “Club dels Amics de la Unesco” d'Alacant, referent marxista de l'oposició al franquisme als anys 70. La seua militancia política va començar a Esquerra Unida del País Valencià, coalició de la qual va ser cofundadora a Alacant i cap de llista a l'alcaldía del Ajuntament d'Alacant en les eleccions municipals espanyoles de 1987 i eleccions municipals espanyoles de 1991. En ambdós eleccions fou escollida regidora i portaveu del seu grup municipal.
En 1990 va ser escollida càrrec de la Direcció Col·legiada d'Izquierda Unida aleshores presidida per Julio Anguita González, i professora titular de la Universitat d'Alacant. L'any 2000, després de perdre l'assemblea local alacantina, va abandonar l'alt comitè d'Izquierda Unida i va centrar-se en la seua labor docent i investigadora.
En 2005 va presentar la seua tesi doctoral titulada "L'evolució de la propietat rústica a Alacant entre 1950 i 1980: una aproximació interdisciplinar".